# Andrea Bürgin
Andrea Bürgin (* 6. Februar 1957 in Wengen) ist eine Schweizer Schauspielerin.

## Leben
Andrea Bürgin absolvierte eine Schauspielausbildung an der Schauspielakademie Zürich. Am Anfang ihrer Karriere als Schauspielerin standen Theaterengagements.
Bürgin war von 1977 bis 1985 und nochmals von 1988 bis 1992 festes Ensemblemitglied am Hamburger Schauspielhaus. Dazwischen hatte sie von 1985 bis 1988 ein Festengagement am Staatstheater Stuttgart. Gast-Engagements führten Bürgin unter anderem an das Thalia-Theater in Hamburg, an die Münchner Kammerspiele, an das Düsseldorfer Schauspielhaus und an das Residenztheater München. Von 2006 bis 2008 spielte Bürgin als Gast auch am Nationaltheater Mannheim. Sie trat dort unter anderem in den Theaterstücken Trauer muss Elektra tragen von Eugene O’Neill und Wer hat Angst vor Virginia Woolf? von Edward Albee auf.
1982 spielte Bürgin in einer mehrteiligen ungarischen Fernseh-Miniserie über das Leben des Komponisten Franz Liszt die Rolle der Gräfin Marie d’Agoult. 1983 hatte sie eine kleine Rolle in dem Kinofilm Die wilden Fünfziger, einer Romanverfilmung von Johannes Mario Simmel in der Regie von Peter Zadek.
Ihr Debüt im deutschen Fernsehen gab Bürgin 1984 
in Dieter Wedels TV-Mehrteiler Der Mann, der keine Autos mochte. Damit begann auch ihre dauerhafte Karriere im deutschen Fernsehen. Bürgin übernahm hierbei mehrere durchgehende Serienhauptrollen, Episodenrollen und auch Gastrollen.
Bekanntheit erlangte Bürgin insbesondere durch ihre durchgehende Serienrolle in der ZDF-Fernsehserie Girl Friends, wo sie von 1995 bis 2004 gemeinsam mit Mariele Millowitsch und Walter Sittler spielte. Sie spielte darin die kalt wirkende, aber auch verletzliche Chefsekretärin und spätere Hotelchefin Gudrun Hansson. Im Jahre 2004 übernahm Bürgin dann an der Seite von Marion Kracht eine durchgehende Serienrolle in der ARD-Fernsehreihe Familie Sonnenfeld. Bürgin spielte darin die Rolle von Brigitte, einer Freundin der Serienhauptrolle. Bürgin stellte eine Frau in den besten Jahren dar, in die sich auch der Filmsohn der weiblichen Hauptrolle zeitweise verliebt. 2007 gehörte Bürgin in der Rolle der Rektorin Anita Herenberg ebenfalls zur Stammbesetzung der Comedy-Serie Der Lehrer, die 2009 auf RTL ausgestrahlt wurde.
Für ihre schauspielerischen Leistungen erhielt Andrea Bürgin 1984 den Boy-Gobert-Preis.

## Filmografie (Auswahl)
- 1982: Liszt Ferenc
- 1983: Tage im Hotel
- 1983: Die wilden Fünfziger
- 1984: Der Mann, der keine Autos mochte
- 1995–2004: Girl Friends
- 1997: Alte Liebe, alte Sünde
- 1998: Adelheid und ihre Mörder
- 1998: Alarm für Cobra 11 – Die Autobahnpolizei
- 1999: Für alle Fälle Stefanie
- 2000: Hallo, Onkel Doc!
- 2000: Nesthocker – Familie zu verschenken
- 2000: Scharf aufs Leben
- 2001: Tatort – Time-Out
- 2002: Broti & Pacek
- 2003: Natalie V – Babystrich Ostblock
- 2004–2007: Familie Sonnenfeld
- 2004: Prinzessin macht blau
- 2005: Das Glück klopft an die Tür
- 2006: Typisch Sophie
- 2006: SOKO Leipzig
- 2008: Der Freund
- 2009: Der Lehrer
- 2009: Notruf Hafenkante – Doppelleben
- 2009: Frühling im Herbst
- 2010: SOKO Stuttgart – Todesengel
- 2012: Mandy will ans Meer
- 2015: Begierde – Mord im Zeichen des Zen
- 2019: Der Bestatter – Asche auf dein Haupt